# Auctoritas

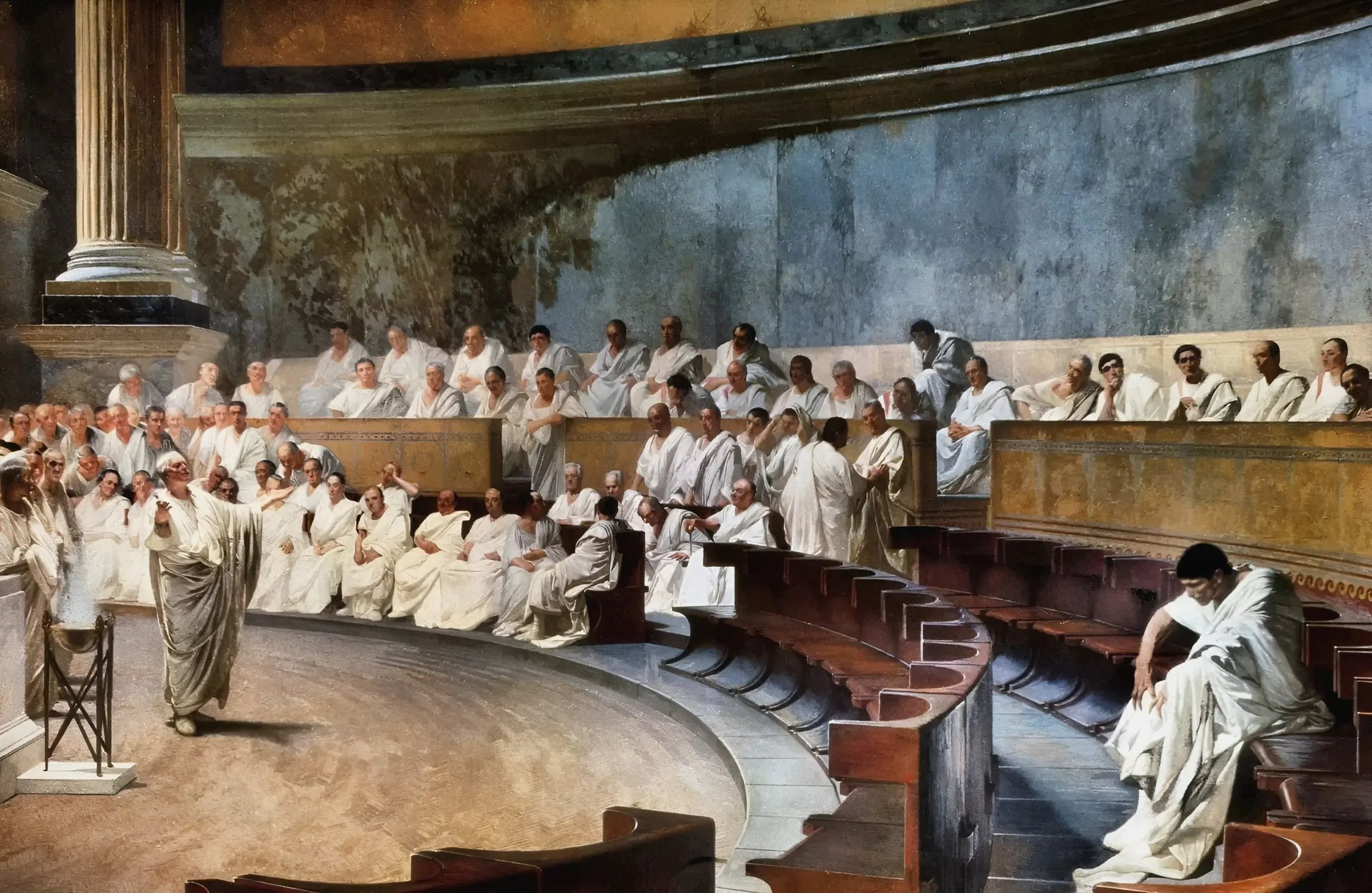
Rappresentazione di una seduta del Senato romano: Cicerone attacca Catilina, da un affresco del XIX secolo

Auctoritas è una parola latina che è all'origine del termine «autorità». Mentre storicamente il suo uso era limitato al ruolo che esso ebbe nella storia politica di Roma, l'inizio della filosofia fenomenologica nel XX secolo ha ampliato l'uso della parola.
Nell'antica Roma, auctoritas si riferiva al livello generale di prestigio che una persona aveva nella società romana e, di conseguenza, alla sua influenza e capacità di raccogliere sostegno attorno alla sua volontà. Tuttavia, Auctoritas non era solo politico; aveva un contenuto numinoso e simboleggiava il misterioso "potere di comando" delle figure eroiche romane.
Le donne nobili potevano anche conseguire un grado di auctoritas. Ad esempio, le mogli, le sorelle e le madri dei giulio-claudiani avevano un'enorme influenza sulla società, sulle masse e sull'apparato politico. La loro auctoritas era esercitata meno apertamente rispetto alle loro controparti maschili a causa delle norme sociali romane, ma erano comunque potenti.

## Etimologia e origine
Secondo il linguista francese Emile Benveniste,auctor (che ci dà anche il termine "autore") deriva dal latino augeō ("aumentare", "allargare", "arricchire"). L'auctor è "is qui auget", colui che accresce l'atto o la situazione giuridica di un altro. Probabilmente, Benveniste ha considerato che il latino "auctoritas" si basava su una concezione divina del potere e non sull'individuo che accedeva alla posizione di autorità.
Auctor nel senso di "autore", deriva da auctor come fondatore o, si potrebbe dire, "piantatore-coltivatore". Allo stesso modo, auctoritas si riferisce alla proprietà legittima, basata sull'aver "prodotto" o tenuto in casa l'articolo di proprietà in questione - più nel senso di "sponsorizzato" o "acquisito" che di "fabbricato". Questa auctoritas, ad esempio, persisterebbe attraverso un usucapio di proprietà illecite o abbandonate.

## Significato politico nell'antica Roma
Politicamente, l'autorità del Senato romano (auctoritas patrum) era collegata all'auctoritas, da non confondere con potestas o imperium, che erano tenuti dai magistrati o dal popolo. In questo contesto, l'auctoritas potrebbe essere definita come il potere di autorizzare qualche altro atto.
Il classicista del XIX secolo Theodor Mommsen descrive la "forza" dell'auctoritas come "più che un consiglio e meno che un comando, un consiglio che non si può ignorare". Cicerone dice del potere e dell'autorità: "Cum potestas in populo auctoritas in senatu sit". ("Mentre il potere risiede nel popolo, l'autorità spetta al Senato.")
In ambito privato, i soggetti sotto tutela, come donne e minori, erano ugualmente obbligati a chiedere la sanzione dei loro tutori ("protettori") per determinate azioni. Così, auctoritas caratterizza l'auctor: il pater familias autorizza – cioè convalida e legittima – il matrimonio di suo figlio in prostate. In questo modo, l'auctoritas potrebbe funzionare come una sorta di "consiglio passivo", proprio come, ad esempio, un'autorità accademica.
La tradizionale eccezione romana imperiale per dichiarare qualsiasi concetto legalistico e stato di diritto nullo e annullare il processo decisionale precedente, in alcune circostanze militari e politiche prevale sul corpo legislativo fondamentale all'interno di una costituzione, indipendentemente dal fatto che sia codificato o meno. La prerogativa imperiale è quella di proteggere lo stato dal male e dai suoi popoli. Durante l'annullamento del corpo della Costituzione romana delle leggi fondamentali e dello stato di diritto, un dittatore può essere scelto dal senato nella Roma imperiale.

### Auctoritas principis
Dopo la caduta della Repubblica, ai tempi dell'Impero Romano, l'Imperatore aveva il titolo di princeps ("primo cittadino" di Roma) e deteneva l'auctoritas principis – la suprema autorità morale – unitamente all'imperium e potestas – i poteri militari, giudiziari e amministrativi. Vale a dire, c'è un non impegno a una separazione dei poteri, alcuni diritti civili, al costituzionalismo, allo stato di diritto codificato e al concetto legalista di diritto.

## Medioevo
La nozione di auctoritas, proveniente dalla tradizione romana, fu spesso invocata dal papato durante il Medioevo, a partire da papa Gelasio I, per rivendicare a sé un potere legislativo, e distinguerlo dalla potestas dell'impero, ossia il potere esecutivo.
Alla dottrina gelasiana delle «due spade», secondo cui papa e imperatore erano come due Soli che illuminavano il mondo, ognuno in ambiti diversi e autonomi secondo l'immagine di Dante, che di fatto attribuiva al primo un potere spirituale e al secondo quello temporale, papa Innocenzo III sostituì l'allegoria del Sole e della Luna invocando la suddetta auctoritas per deporre re e imperatori, e per tentare di stabilire una teocrazia papale che di fatto subordinava a sé anche la potestas imperiale.

## Hannah Arendt
Hannah Arendt considerava l'auctoritas un riferimento agli atti di fondazione come fonte di autorità politica nell'antica Roma. Ha preso fondamento per includere (come suggerisce augeō), la conservazione e l'aumento continui di principi tramandati "dall'inizio" (vedi anche pietas). Secondo la Arendt, questa fonte di autorità fu riscoperta nel corso della Rivoluzione americana del XVIII secolo (vedi "Stati Uniti d'America" sotto i Padri Fondatori), come alternativa a una tradizione occidentale di assolutismo, che rivendicava un'autorità assoluta, come da Dio (vedi Diritto Divino dei Re), e in seguito da Natura, Ragione, Storia e persino, come nella Rivoluzione francese, la Rivoluzione stessa (vedi La Terreur). La Arendt vede una crisi di autorità come comune sia alla Rivoluzione americana che a quella francese, e la risposta a tale crisi un fattore chiave per il successo relativo della prima e il fallimento della seconda.
La Arendt considerò inoltre il senso di auctor e auctoritas in vari idiomi latini, e il fatto che auctor fosse usato in contrapposizione a – e (almeno da Plinio) tenuto in maggiore considerazione rispetto agli – artifici, gli artigiani ai quali poteva spettare “semplicemente " costruire o implementare la visione e il design dell'autore-fondatore.